# Filippo Arcelli

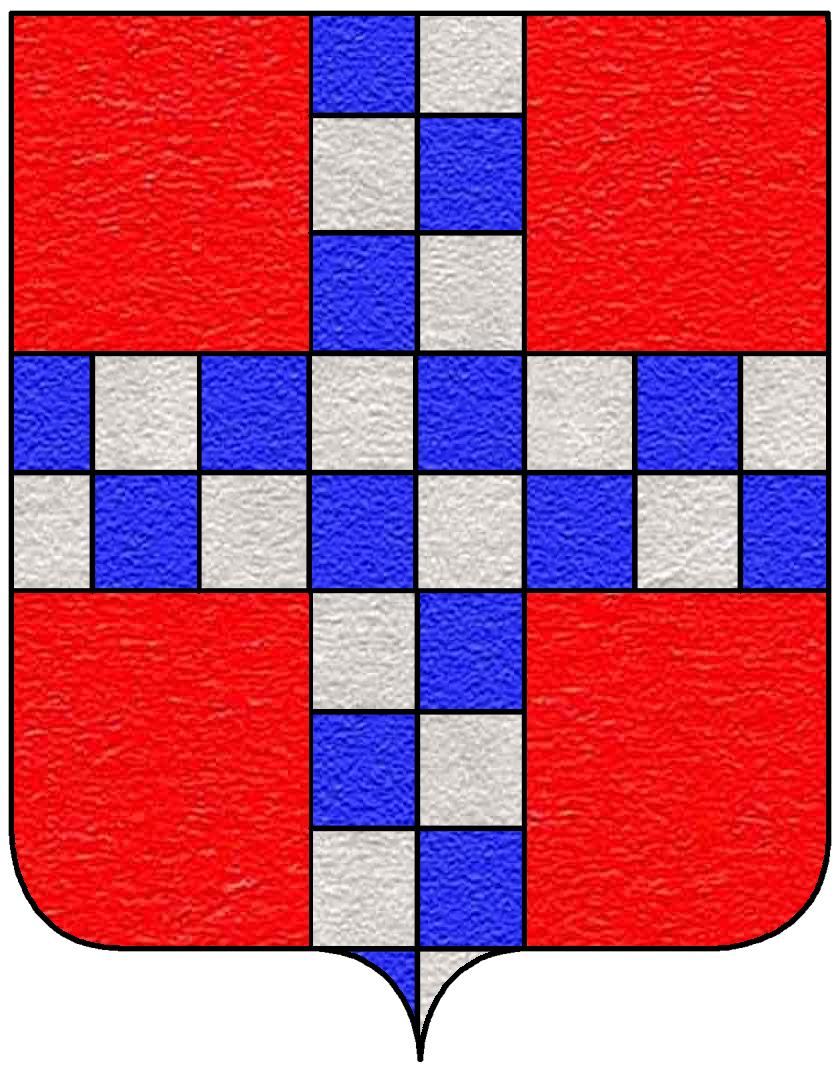
Stemma Arcelli

Filippo Arcelli (Piacenza, tra il 1375 e il 1380 – Capodistria, luglio 1421) è stato un condottiero italiano.

## Biografia
Arcelli, nato nella seconda parte del Trecento dall'unione tra Giovanni Arcelli ed Elena Radini-Tedesco, fu, insieme al fratello Bartolomeo, mercenario al servizio dei Visconti nelle lotte contro le famiglie Dal Verme, alla quale sottrasse la Rocca d'Olgisio nell'agosto 1408, e Scotti. Manifestò la maggior ferocia contro quest'ultima famiglia, in particolare nei confronti del rappresentante di maggior rilievo, il conte Alberto, che catturò nel 1411 e rinchiuse nella Rocca d'Olgisio.
In seguito assediò, per ordine del duca di Milano, il castello di Sarmato: non riuscendo ad ottenere la resa condusse il prigioniero Alberto Scotti sotto le mura della rocca, intimandogli di ordinare la resa per avere salva la vita. La sorella dello Scotti, Caterina, contessa di Castelnuovo, fu così costretta alla resa, per la quale dovette anche pagare quattrocento ducati d'oro. Fu inoltre fatta firmare una dichiarazione nella quale Alberto Scotti si riteneva soddisfatto di consegnare Sarmato ai propri nemici.
Nel 1412 Filippo Arcelli fu, assieme al fratello, creato conte della val Tidone da parte del duca di Milano Filippo Maria Visconti, per il quale aveva parteggiato nella lotta contro Estorre Visconti, comandando le sue truppe insieme a Castellino Beccaria e Matteo Tedesco, e guadagnando ampio potere su terre e castelli nella zona di Sarmato, Castel San Giovanni e Borgonovo Val Tidone.
Il 20 settembre dello stesso anno Filippo Maria Visconti confiscò tutti i beni dei fratelli Scotti, accusati di ribellione, assegnandoli ai fratelli Arcelli in cambio della loro fedeltà; tra questi beni figurava anche il castello di Agazzano.
Nel marzo 1414 Filippo ricevette dal Visconti l'incarico di prendere Piacenza: sconfitte le truppe del re dei romani Sigismondo di Lussemburgo il 20 marzo, entrò in città di notte, occupando la cittadella e diventando così signore della città, ruolo che riuscì a conservare fino al settembre dell'anno successivo.
L'anno successivo, anche in seguito alle discordie alimentate da Alberto Scotti e dal Carmagnola, l'alleanza con i Visconti si tramutò in aperta ostilità e Filippo Arcelli fu bandito dalla città di Piacenza e privato della contea. In seguito a questo diventò un acerrimo nemico della famiglia Visconti riuscendo anche a imporre per due volte il proprio dominio su Piacenza, grazie al supporto di alcuni signori lombardi tra cui Pandolfo III Malatesta.
Nel 1417 il duca di Milano dichiarò guerra ai fratelli Arcelli mandando contro di loro un esercito comandato dal condottiero Francesco Carmagnola, nemico della famiglia Arcelli che gli aveva impedito di sposarsi con Margherita Arcelli, sorella di Filippo; perse Piacenza e Castel San Giovanni, Filippo Arcelli si ritirò all'interno della basilica di Sant'Antonino dalla quale riuscì a uscire grazie ad una tregua mediata da Pandolfo Malatesta. In seguito nello stesso anno Filippo riuscì a riconquistare il castello di Sarmato, che era stato abbandonato all'arrivo dell'esercito del Carmagnola, abbattendo le fortificazioni rinnovate nel frattempo dalla famiglia Scotti.

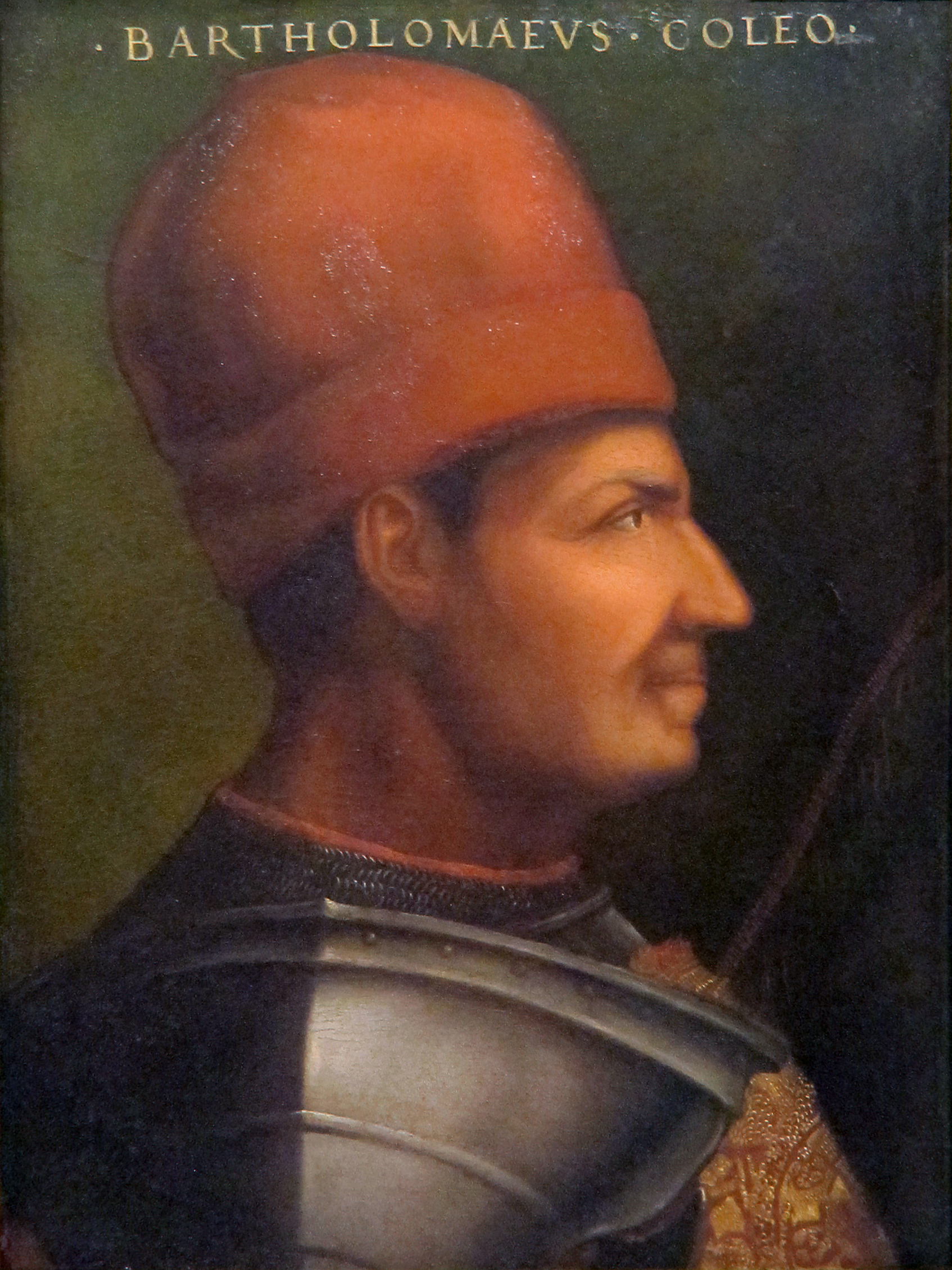
Bartolomeo Colleoni, scudiero dell'Arcelli.

Poco dopo, le truppe del Carmagnola, che avevano intanto catturato il figlio Giovanni e il fratello Bartolomeo, assediarono Filippo presso Borgonovo Val Tidone; la resistenza degli assediati fu vinta solo dopo l'uccisione per impiccagione di Bartolomeo e Giovanni Arcelli, avvenuta nel maggio del 1418. Nonostante la resa, Filippo riuscì comunque a fuggire dalle mani dei nemici per una via di fuga sotterranea.
Filippo, secondo la testimonianza di alcuni cronisti, ebbe come scudiero il 14/15enne Bartolomeo Colleoni, che iniziò con lui la carriera militare e di cui fu il primo maestro d'armi.
Nel successivo mese di luglio Filippo Arcelli venne assoldato, insieme al figlio Lazzaro, dalla Repubblica di Venezia: quello stesso anno condusse operazioni militari in Friuli tra Cordignano, Brugnera e Polcenigo. L'anno successivo conquistò Pordenone e Sacile. Nel marzo 1420 occupò Feltre, seguita nei mesi successivi da Belluno, Portogruaro, Sesto al Reghena, Codroipo, San Vito al Tagliamento, Udine, Monfalcone, Valvasone e Spilimbergo.
Nel luglio 1421 morì in combattimento a Capodistria, anche se secondo alcune versioni la morte sarebbe avvenuta presso Padova, Treviso o Venezia. La salma fu infine portata a Padova per essere sepolta nella basilica di Sant'Antonio.